# 凤城市
凤城市是中华人民共和国辽宁省丹东市代管的一个县级市，位于辽宁省东部，为中国第一个由少数民族自治县撤县建市并保留民族自治地方的待遇和各项优惠民族政策的城市。

## 政区沿革
前128年（汉武帝元朔元年），设武次县，隶属辽东郡管辖。武次城位于大堡蒙古族乡大堡村北山村民组古城址处（一说位于凤山管理区利民村刘家堡子古城址处）。 
9年（王莽始建国元年），改武次县为桓次县。 
404年，高句丽統治辽东，设乌城（又作居城）州。乌城建在凤凰山上，即凤凰山山城。 
辽朝设立龙原府、龙原县，府、县同驻龙原城（凤城古城址）。龙原府辖盐州、穆州、贺州3州和龙原县、会农县。 
1011年，辽圣宗到龙原城视察，以“其城要害”，撤销龙原府、龙原县，设立开州、开远县，州、县同驻开远城（凤城古城址）。 
1014年，辽圣宗把双州、韩州1000多户迁到开州，撤销开州，设立开封府，开封府辖开远县。 

1018年开封府更名开州。明朝属定辽都卫（驻辽阳）管辖，后明朝将定辽右卫从辽阳迁于凤凰堡。

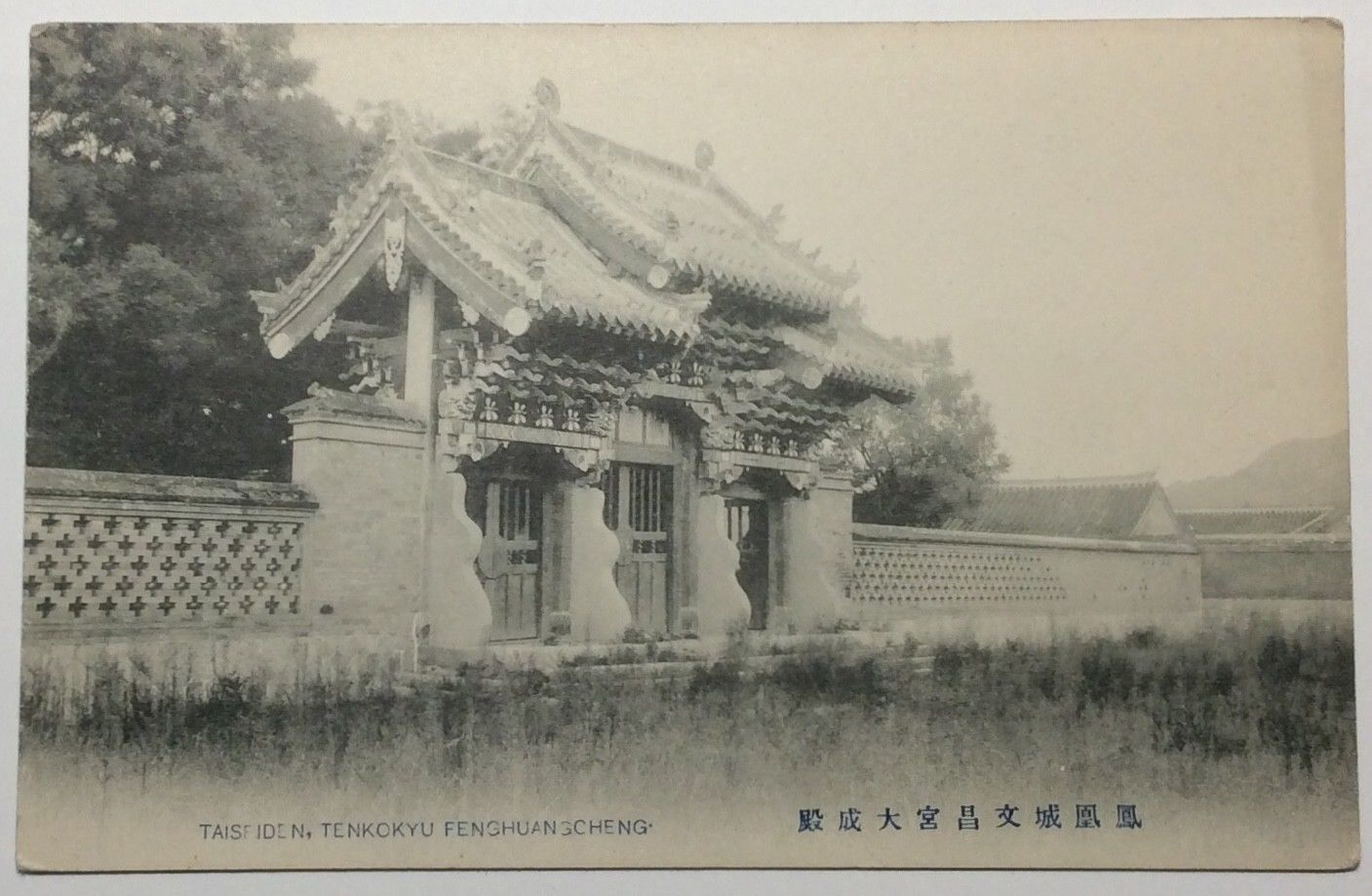
凤凰城文昌宫旧照

1644年（清世祖顺治元年），设凤凰城城守官（正三品，军政合一机构，相当于市地级建制），辖地面积2.9万平方公里，人口10万人。 
1687年（清圣祖康熙26年），设凤凰城城守尉，辖黄、白、红、蓝8个旗署，隶属奉天将军。 
1876年（清德宗光绪2年）设立凤凰直隶厅，辖岫岩州、安东县、宽甸县。 
1877年（光绪3年），于凤凰城设立分巡奉天东边兵备道（简称东边道），管辖凤凰直隶厅、兴京厅、岫岩州、安东县、宽甸县、通化县、桓仁县2厅1州4县。 
1914年（民国3年），统一全国县名，因与湖南省凤凰县同名，中華民國政府批准改为凤城县。 
1985年，经国务院批准撤销凤城县，设立凤城满族自治县。 
1993年9月16日，辽宁省政府根据丹东市政府的请示，发出《关于撤销凤城满族自治县设立凤城市的请示》，上报国务院。 
1994年3月8日，国务院批准，同意撤销凤城满族自治县设立凤城市（县级）。4月8日，凤城满族自治县第四届人大常委第十次会议通过决议，撤销凤城满族自治县设立凤城市。5月19日，凤城举行了隆重的撤县建市庆祝大会。

## 自然地理

### 区位
凤城市位于辽东半岛东部，地近黄海北岸，北邻本溪满族自治县，南与丹东市振安区和东港市接壤，东靠宽甸满族自治县，西与辽阳县、岫岩满族自治县毗连，南距丹东市区45千米，北距沈阳217千米。 

### 地形
凤城地区属辽东山地丘陵地貌类型，北部是海拔1000米以上的侵蚀构造地形，中部是遭受中等切割的山地丘陵，属构造依次降低的阶段状地貌，向南至黄海沿岸逐渐变为低丘及宽达数十公里的带状平原，属海蚀和堆积地形。市境内地势最高点为赛马镇和尚帽子山，海拔1208米；最低点为蓝旗镇杨茂村，海拔4.8米。 

### 水系
凤城市境内的河流分属鸭绿江水系、太子河水系及大洋河水系，主要河流有爱河、草河、八道河、大洋河等。 

### 气候
凤城市属于中湿带湿润地区大陆性季风气候，四季分明，全年平均气温7.9℃，平均最高气温14℃，平均最低气温2.6℃；无霜期最多为173天，最少为138天，平均无霜期156天。多年平均降水量1044mm，最大年降雨量1509.4mm；多年平均日照时数2372.2小时。 

### 矿产
矿藏丰富。全市已发现硼、铁、金、煤等金属和非金属矿藏59种，现已规模开发34种。硼铁资源储量占全国硼储量的58%，占全省硼储量的82%。储量为2.8亿吨的翁泉沟硼铁矿是我国目前探明的唯一特大型硼铁矿床，也是亚洲最大的硼铁矿。黄金资源量470吨，保有金属储量100吨，占全省总储量的39%。红柱石储量约630万吨。

## 人口面积

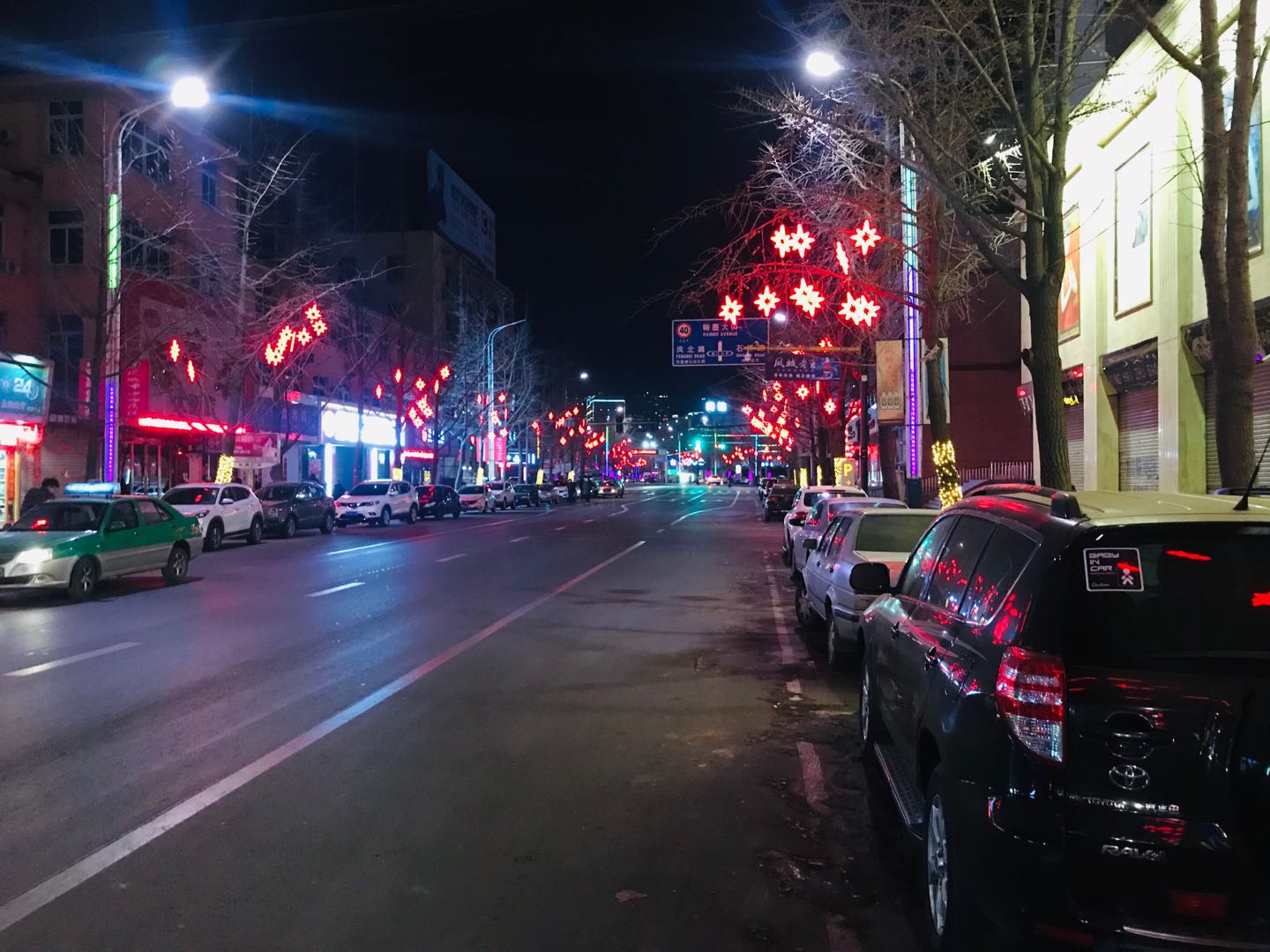
凤城市邓铁梅路夜景

### 面积
凤城全市总面积5513平方公里。 

### 人口
根据(辽宁省)丹东市第七次全国人口普查公报显示：凤城市常住人口为469376人，男性人口占比50.1%，女性人口占比49.9%，年龄结构中0-14岁占比9.88%，15-59岁占比60.69%，60岁以上占比29.43%，65岁以上占比20.41%。
2016年，凤城市全市总户数198640户，户籍总人口为566751人。在户籍人口中，乡村人口376600人，占总人口的66.4%。人口男女性别比为103.2：100。

### 民族
截至2013年末，凤城市共有满、汉、蒙、回、朝等24个民族，其中满族人口占75.1%。 

## 行政区划
凤城市下辖3个街道办事处、17个镇、1个民族乡：
凤凰城街道、凤山街道、草河街道、宝山镇、白旗镇、沙里寨镇、红旗镇、蓝旗镇、边门镇、东汤镇、石城镇、大兴镇、爱阳镇、赛马镇、弟兄山镇、鸡冠山镇、刘家河镇、通远堡镇、四门子镇、青城子镇和大堡蒙古族乡。

## 交通

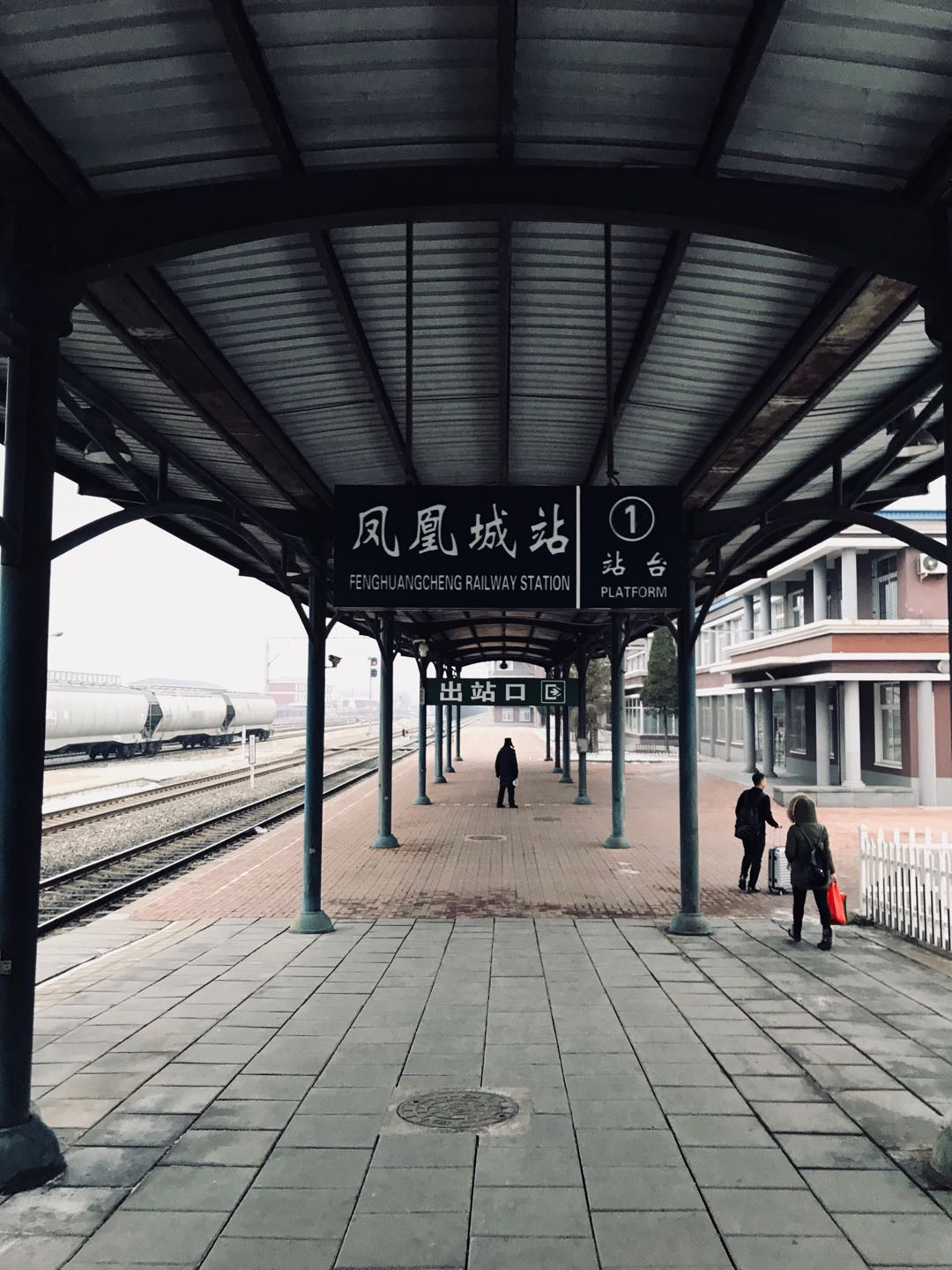
凤凰城站

凤城交通便捷，铁路有沈丹客运专线、沈丹铁路及凤上铁路贯穿全境，公路包括 229国道、 304国道、 丹阜高速等贯穿辖区。
沈丹客运专线在凤城市境内设有凤城东站、通远堡西站两站；沈丹铁路在凤城境内的主要站点包括通远堡站、刘家河站、凤凰城站等。
- 229国道过境。
- 201国道自市辖区东南部过境。
- 鹤大高速自市辖区东南部过境。

## 旅游
位于凤城市市区东南3公里的凤凰山为国家风景名胜区，有“泰山之雄伟，华山之险峻，庐山之幽静，黄山之奇观，峨眉之秀美”。  
除此之外，凤城市境内还有玉龙湖、蒲石河原始森林、大梨树花果山、赛马溶洞群、爱河鸽子洞、东汤温泉和古遗址、古城堡等旅游景点。  